# 원미경
원미경(1960년 4월 24일 ~ )은 대한민국의 배우이다.
1978년 미스 롯데 선발대회에서 1위에 입상하였고 TBC 공채 20기 탤런트로 데뷔하였다. 
유지인 · 장미희 · 정윤희의 뒤를 이어 드라마쪽으로는 이미숙, 정애리와 함께, 영화쪽으로는 이미숙, 이보희와 함께 80년대 여배우 新트로이카로 불렸다. 
남편은 문화방송 출신 드라마 PD인 이창순이다.
2002년 문화방송의 드라마 《고백》을 마지막으로 자녀의 학업을 위해 미국에 장기 체류하게 됨에 따라 배우 생활을 중단하였다가 14년 만인 2016년 드라마 《가화만사성》으로 복귀하였다.

## 생애
- 1960년 4월 24일, 강원도 춘천시 조양동에서 함경남도 함흥 출신인 부친 원형관(1982년 작고)하고 강원도 춘천 출신인 모친 박용순(2001년 작고) 여사 사이에서 태어났다.

## 어린 시절
- 함흥 출신인 아버지는 단신 월남, 12살 연하의 어머니와 열애 끝에 가정을 꾸려 춘천의 요지 조양동에서 대지 280여평의 큰집에서 아무 부러움없는 단란한 집을 꾸렸다. 특히 아버지는 상당한 미남이셨다고.
- 어려서부터 몸이 약한 원미경은 부모의 귀여움 속에 어리광이 극심해 아침마다 배가 아프다고 꾀병을 부려 학교 빼먹기가 일쑤였다. 아버지는 특히 그녀를 예뻐해 춘천국민학교 1학년 때부터 무용을 시켰지만, 무용 외에도 미술 취미가 있어 사생대회에 곧잘 입상하곤 했다.
- 그러다가 5학년 때 아버지가 친구의 빚 보증을 잘못 선 게 화근이 돼 집, 땅, 산 다 넘어가는 바람에, 하는 수 없이 서울 종로구 안국동으로 이사를 가게 되었다. 그 뒤 성정여자중학교를 졸업하고 서울여자고등학교에 진학해서도 고3 중반까지 대학을 목표로 공부했다.

## 데뷔와 전성기
- 고3 중반에 미스 롯데 선발대회가 있다길래 장난삼아 친구들과 함께 응모하게 되는데 그 수많은 쟁쟁한 경쟁자들을 뚫고 1978년 제3회 미스 롯데 선발대회에서 1위에 입상하였고 TBC 공채 20기 탤런트로 데뷔하였다. 인생역전 그 후 드라마에서는 비슷한 또래 이미숙, 이보희와 함께 1980년대 여배우 트로이카로 불렸다.
- 이미숙은 무릎팍도사에 출연하여 그때를 회상하며, 자신이 미스 롯데 1등을 할 것이라 자부하고 있었으나 세련된 외모의 원미경을 보고 기가 눌렸다고 하였다.
- 역시 전영록하고 같이 출연한 가나초콜릿 광고
- 데뷔하자마자 화려한 연기경력을 쌓았다. 1979년 첫 주연작이었던 영화 <청춘의 덫>으로 원미경은 대종상에서 신인여우상을 받고 <제3 한강교>에서 이계인과 열연을 펼쳤다. 1980년에는 백상예술대상 영화부분 신인상을 수상하여 당시 주요 상들의 신인상을 올킬했다. 또 1980년 너는 내 운명에서 자신을 버린 남자에게 복수하는 여주인공으로, 1981년에는 빙점 81, 초대받은 사람들에 주연으로 나와 크게 흥행하며 당시 TBC의 폐국으로 TBC를 중심으로 활동하던 2세대 트로이카가 주춤하던 시절에 이경진 등과 KBS의 차세대 꽃으로 불리며 큰 인기를 누렸다.
- 1980년대 초반 기준으로는 1980년대 여배우 트로이카 중에서도 단연 독보적으로 잘나갔다. 전성기 시절에는 1980년대 트로이카인 이미숙, 정애리와 비교되기보다는 당시 절정의 인기를 누렸던 2세대 트로이카 여배우들과 자주 비교되었다. 즉 최전성기 때에 원미경의 경쟁 대상은 동시대의 여배우인 이미숙, 정애리가 아니라 정윤희 등이 포진한 1970년대 트로이카 여배우였던 셈. 1970년대 트로이카 여배우들은 1980년대에도 활동을 했지만 일단은 1970년대에 데뷔했기 때문에 1970년대 배우로 기록되었다. 그래서 전성기 시절에 갓 데뷔한 신인임에도 이들 못지 않은 인기를 가졌던 원미경이 1980년대 최고 인기 여배우로 알려진 것이다. 특히 '동원참치' 전속모델로 출연하여 '동원 아줌마'라는 닉네임으로 유명세를 탔다.

## 학력
- 춘천초등학교 (전학)
- 성정여자중학교 (졸업)
- 서울여자고등학교 (졸업)

## 드라마
- 1978년 TBC 8·15 특집극 《파도여 말하라》
- 1980년 TBC 8·15 특집극 《그 땅의 사람들》
- 1980년 TBC 매일연속극 《달동네》
- 1980년 KBS 1TV 일일연속극 《달동네》
- 1981년 KBS 1TV 주간드라마 《은하수》
- 1981년 KBS 2TV 농촌드라마 《바윗골 사람들》
- 1981년 KBS 1TV 대하드라마 《대명》 ... 인선왕후 역
- 1981년 KBS 1TV 미니시리즈 《야행열차》
- 1982년 KBS 2TV 일일연속극 《꽃바람》
- 1982년 KBS 2TV 주말연속극 《순애》 - 도중하차
- 1982년 MBC 《여인열전 - 황진이》 - 도중하차
- 1984년 MBC 일일연속극 《간난이》 ... 간난이 역
- 1984년 MBC 주말연속극 《사랑과 진실》 ... 이미선 역
- 1986년 MBC 특별기획드라마 《조선왕조 오백년 - 회천문》 ... 김개시 역
- 1987년 MBC 주간연속극 《도시의 얼굴》 ... 은혜 역
- 1988년 MBC 미니시리즈 《내일이 오면》 ... 두라미 역
- 1989년 MBC 주말연속극 《행복한 여자》 ... 순임 역
- 1990년 MBC 수목미니시리즈 《사랑의 종말》 ... 윤혜진 역
- 1991년 SBS 아침연속극 《고독의 문》 ... 김혜진 역
- 1992년 SBS 창사특집 3부작 드라마 《어디로 가나》 ... 막내 며느리 역
- 1993년 KBS1 일일연속극 《들국화》 ... 은선 역
- 1993년 SBS 주말극장 《산다는 것은》 ... 원표 역
- 1995년 MBC 주말연속극 《아파트》 ... 이지경 역
- 1996년 MBC 주말연속극 《가슴을 열어라》 ... 최혜주 역
- 1998년 SBS 월화드라마 《은실이》 ... 임청옥 역
- 1998년 MBC 2부작 특별기획 드라마 《피아노》 … 진희 역
- 2000년 MBC 월화드라마 《아줌마》 ... 오삼숙 역
- 2002년 MBC 월화드라마 《고백》 ... 정윤미 역
- 2016년 MBC 주말연속극 《가화만사성》 ... 배숙녀 역
- 2017년 SBS 월화드라마 《귓속말》 ... 안명선 역
- 2017년 tvN 토일드라마 《세상에서 가장 아름다운 이별》 ... 김인희 역
- 2018년 tvN 단막극 《드라마 스테이지 - 낫 플레이드》 ... 나인숙 역
- 2020년 tvN 월화드라마 《(아는 건 별로 없지만) 가족입니다》 ... 이진숙 역
- 2024년 MBC 금토드라마 《원더풀 월드》 … 오고은 역
- 2025년 tvN 토일드라마 《미지의 서울》 … 김로사(현상월) 역

## 영화
- 1979년 《청춘의 덫》
- 1979년 《제3한강교》 ... 미숙 역
- 1980년 《밤의 찬가》
- 1980년 《너는 내 운명》 ... 신자 역
- 1980년 《머저리들의 긴 겨울》 ... 영자 역
- 1980년 《외인들》
- 1980년 《야성의 처녀》 ... 요나 역
- 1981년 《빙점 81》 ... 양자 역
- 1981년 《색깔있는 여자》 ... 정순녀 역
- 1981년 《김두한형 시라소니형》
- 1981년 《초대받은 사람들》
- 1982년 《F학점의 천재들》
- 1982년 《친구여 조용히 가다오》
- 1982년 《갈채》 ... 나영 역
- 1982년 《종로 부르스》
- 1982년 《반노》 ... 흥아 역
- 1982년 《사랑의 노예》
- 1983년 《춤추는 달팽이》
- 1983년 《당신은 나쁜 사람》
- 1983년 《인생극장》 ... 강수아 역
- 1983년 《인간시장 - 작은 악마 스물두살의 자서전》 ... 다혜 역
- 1983년 《철인들》
- 1983년 《얼굴이 아니고 마음입니다》
- 1984년 《여인 잔혹사 물레야 물레야》
- 1984년 《이름없는 여자》
- 1984년 《불새의 늪》 ... 봉은 역
- 1984년 《낮과 밤》
- 1984년 《이혼법정》
- 1984년 《뜸부기 새벽에 날다》 ... 춘희 역
- 1984년 《남과 북》
- 1984년 《정염의 갈매기》
- 1984년 《심장이 뛰네》 ... 영희 역
- 1985년 《아가씨와 사관》
- 1985년 《자녀목》
- 1985년 《미스 김》 ... 민애 역
- 1985년 《인간시장 2 - 불타는 욕망》 ... 다혜 역
- 1985년 《고추밭에 양배추》
- 1986년 《변강쇠》 ... 옹녀 역
- 1987년 《사노》 ... 오월 역
- 1987년 《변강쇠 2》 ... 옹녀 역
- 1988년 《회장님, 우리 회장님》 ... 양 이사 역
- 1989년 《신사동 제비》 ... 미영 역
- 1990년 《단지 그대가 여자라는 이유만으로》 ... 임정희 역
- 1993년 《화엄경》 ... 연꽃 여인 역

## CF
- 1979년 롯데제과 뽀뽀콘
- 1980년 대북 전단지
- 1981년 롯데제과 (가나 초콜렛, 롯데껌, 가나 초코바) (Feat. 전영록)
- 1984년 OB맥주 OB맥주
- 1984년 ~ 1987년 피어리스
- 1988년 ~ 1992년 동원F&B (동원참치, 고로케, 양반만두, 순살돈까스, 바다어묵, 냉동식품 시리즈, 게맛살, 양반김, 참치죽, 냉동면 시리즈, 동원 선물세트.)
- 1992년 ~ 1997년 LG 전자 (싱싱냉장고 "김장독", 가스 보일러 하트, 카오스 세탁기, 카오스 세탁기 "팡팡", 카오스 세탁기 "3개 더", 테크폰 900, 통돌이 세탁기, 숯불구이 전자렌지 다이얼, 가가호호 팩시밀리, CD-I, 아트비전 와이드, 리듬 세탁기 "여유만만", IH 압력밥솥.)
- 1992년 ~ 1997년 롯데칠성음료 델몬트프리미엄 오렌지주스
- 1993년 LG생활건강 고밀도 수퍼타이
- 1993년 로제화장품 (로제엣센스, 로제UV투웨이케익)
- 1995년 한국도자기 한국도자기 선물세트
- 1995년 ~ 1996년 산내들 (산내들 한우 쇠고기 양념, 산내들 감식초, 산내들 구운 소금.)
- 1997년 남양유업 아인슈타인
- 1997년 ~ 2003년 농심 (안성탕면, 춘면, 카프리썬, 메밀 콩국수 라면, 발아 현미밥, 짜파게티, 어머니 찌개양념.)
- 1998년 ~ 1999년 샘표식품 (샘표 양조간장, 샘표 선물세트.)
- 1998년 화인코리아 치키더키
- 1999년 BYC
- 1999년 롯데제과 롯데 빠다코코낫
- 2000년 하나로통신
- 2000년 공문교육연구원 구몬학습 (with 오승윤, 백성현, 하승리)
- 2001년 청호나이스 틀림없습니다
- 2001년 삼성전자 삼성 김치 냉장고 "다맛"
- 2001년 ~ 2002년 제너시스 BBQ

## 수상
- 1978년 미스 롯데 1위
- 1979년 제18회 대종상 신인여우상 《청춘의 덫》
- 1980년 제16회 백상예술대상 영화부문 여자 신인연기상 《너는 내 운명》
- 1984년 제20회 백상예술대상 영화부문 여자 최우수연기상 《여인잔혹사 물레야 물레야》
- 1984년 제4회 한국영화평론가협회상 여우주연상 《여인잔혹사 물레야 물레야》
- 1984년 MBC 연기대상 최우수상 《사랑과 진실》
- 1989년 MBC 연기대상 대상 《행복한 여자》
- 1990년 제11회 청룡영화상 여우주연상《단지 그대가 여자라는 이유만으로》
- 1991년 제29회 대종상 여우주연상 《단지 그대가 여자라는 이유만으로》
- 1993년 제20회 한국방송대상 여자 탤런트상 《어디로 가나》
- 1999년 SBS 연기대상 10대 스타상《은실이》
- 2000년 MBC 연기대상 여자 최우수상 《아줌마》
- 2001년 제37회 백상예술대상 TV부문 여자 최우수연기상 《아줌마》